# Jaque de Dampierre
Jaque de Dampierre (fl. XIII secolo) è stato un troviero del XIII secolo e un trovatore dell'ultima generazione, originario forse di Dampierre-en-Yvelines.
I suoi lavori, Cors de si gentil faiture e D'amours naist fruis vertueus, si trovano in un unico manoscritto. Entrambi utilizzano la forma bar e il modo plagale.